# Portulacaria

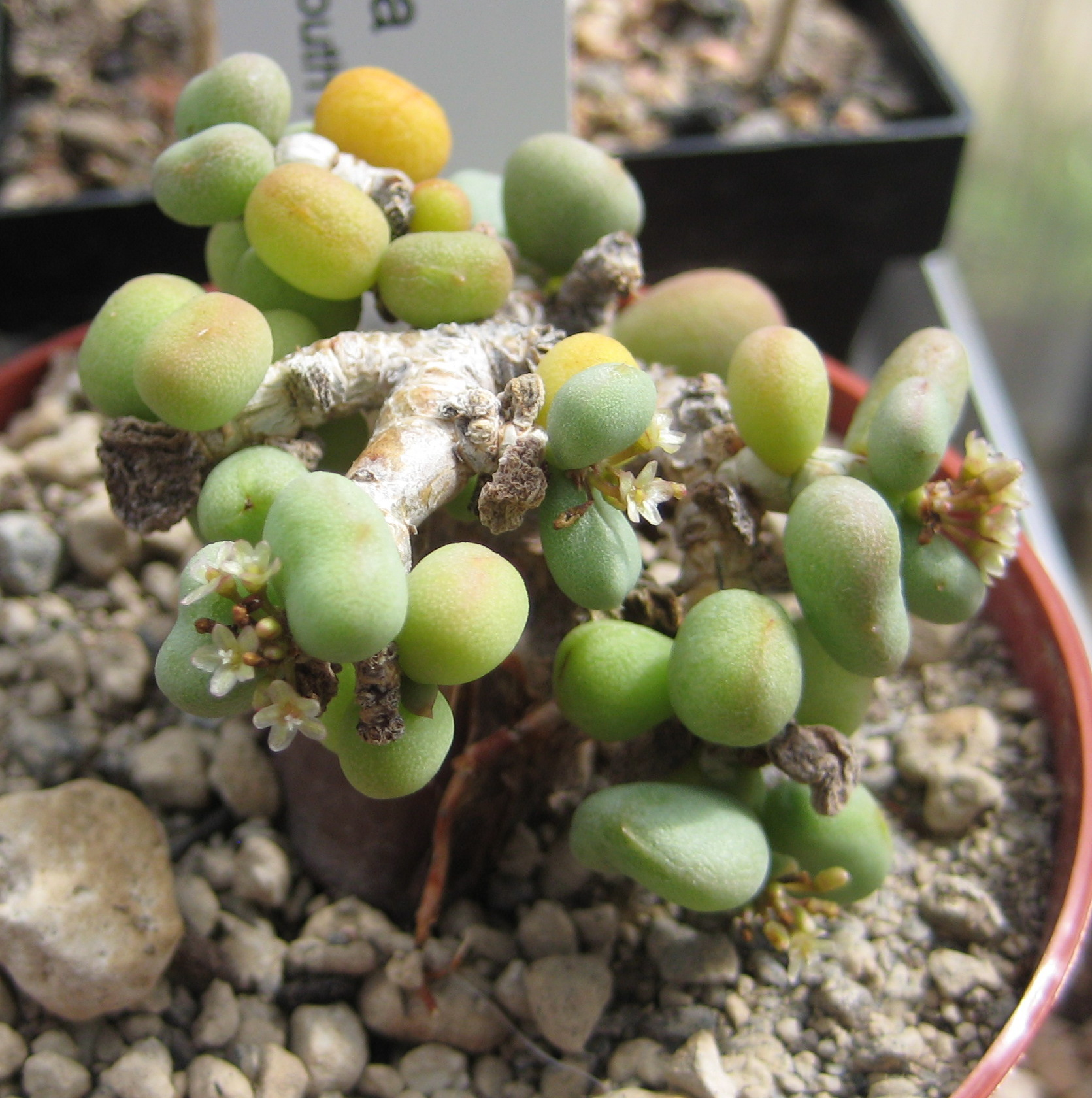
Portulacaria pygmaea (Anteriorment Ceraria pygmaea)

Portulacaria és un gènere de plantes angiospermes suculentes de la família de les didiereàcies, natives del sud del continent africà i de Kenya.

## Taxonomia
Aquest gènere va ser descrit per primer cop l'any 1787 pel botànic neerlandès Nikolaus Joseph Freiherr von Jacquin (1727-1817) a la publicació Collectanea ad botanicam, chemiam, et historiam naturalem spectantia, cum figuris.
El gènere havia format part de la família de les portulacàcies, però segons estudis moleculars de Reto Nyffeler i Urs Eggli, publicades a la revista Taxon l'any 2010, va passar a la família de les didiereàcies. Addicionalment, les proves filogenètiques també van mostrar concloentment que les espècies del gènere Ceraria havien de passar al gènere Portulacaria.

### Espècies
Dins d'aquest gènere es reconeixen les 7 espècies següents:
- Portulacaria afra Jacq.
- Portulacaria armiana van Jaarsv.
- Portulacaria carrissoana (Exell & Mendonça) Bruyns & Klak
- Portulacaria fruticulosa (H.Pearson & Stephens) Bruyns & Klak
- Portulacaria longipedunculata (Merxm. & Podlech) Bruyns & Klak
- Portulacaria namaquensis Sond.
- Portulacaria pygmaea Pillans

### Sinònims
Els següents noms científics són sinònims de Portulacaria:
- Sinònims homotípics

- Haenkea Salisb.

- Sinònims heterotípics

- Ceraria H.Pearson & Stephens

## Usos
Portulacaria afra normalment fa servir la fixació de carboni Via de 3 carbonis (o Hatch-Slack) però també pot canviar a la fixació de carboni del metabolisme àcid de les crassulàcies quan està estressat per la sequera.
És un menja local i les seves fulles són consumides pels pobles locals. També és popular internacionalment com a planta de jardí.